# Norbert Hofer

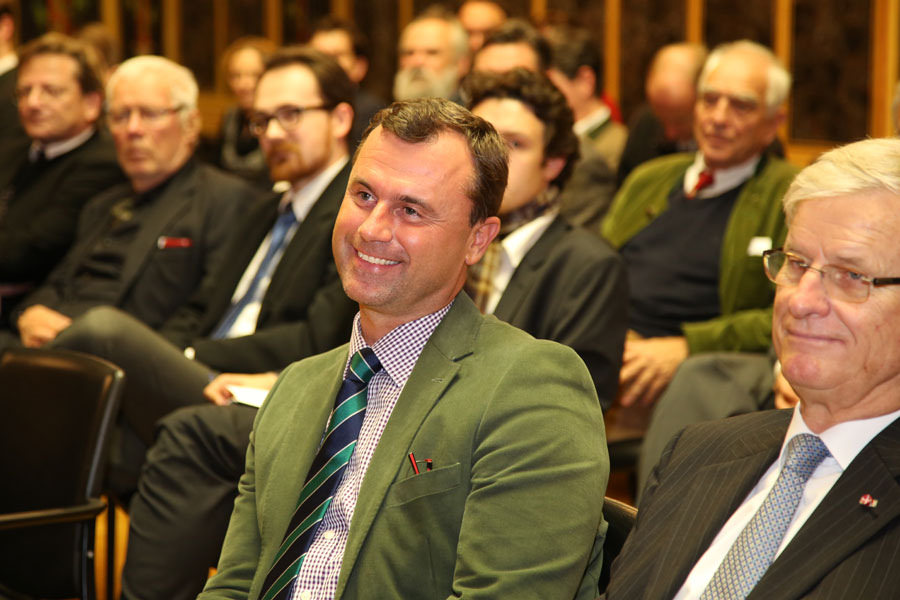
Norbert Hofer (2014)

Norbert Gerwald Hofer (n. 2 martie 1971, Vorau, Steiermark, Austria) este un politician austriac, candidatul partidului populist FPÖ la alegerile prezidențiale din 2016.